# Zach Lund
Zach Lund (22 maart, 1979) is een Amerikaanse skeletonracer.
Lund won in het seizoen 2004/05 de World Cup skeleton en gold als een van de grote favorieten voor het goud tijdens de Olympische Winterspelen 2006. Hieraan kon hij echter niet deelnemen, aangezien hij in november 2005 positief testte op finasteride tijdens een dopingtest. Zijn tweede plaats tijdens die wedstrijd werd meteen geschrapt en er volgde een diskwalificatie.
Lund die aan haaruitval lijdt gebruikte de finasteride al zeven jaar lang op doktersadvies voordat hij positief testte. Finasteride staat echter pas op de dopinglijst sinds 2005 en Lund claimde niet te weten dat de stof daar inmiddels opstond. De internationale skeletonbond sprak hem daarom vrij, waardoor Lund toch kon afreizen naar Turijn.
Eenmaal in Turijn werd Lund op 10 februari, dezelfde dag als de openingsceremonie werd gehouden alsnog voor een jaar geschorst aangezien het IOC niet akkoord ging met de door de internationale skeletonbond verleende vrijspraak.